# Шишкин, Николай Никифорович
Никола́й Ники́форович Ши́шкин (15 декабря 1934, с. Смагино, Исаклинский район, Куйбышевская область, РСФСР — 20 июня 2014, Ижевск, Российская Федерация) ― советский российский инженер-строитель, Заслуженный строитель РСФСР, Народный депутат РСФСР (1990—1993).

## Биография
Родился 15 декабря 1934 года в селе Смагино, Исаклинский район, Куйбышевская область, РСФСР.
В 1955 году окончил Сергиевский гидромелиоративный техникум, затем поступил в Куйбышевский инженерно-строительный институт, который окончил в 1960 году.
В 1960 году начал свою трудовую деятельность на Ижевском мотоциклетном заводе, где последовательно работал в должностях: инженер, старший инженер, начальник бюро, заместитель начальника ОКСа. В 1966 году стал главным инженером Строительного управления № 2. Далее работал главным инженером Управления строительства № 18 Спецстроя России в городе Ижевск.
Под руководством Николая Шишкина в Ижевске построено более сотни объектов жилья, 20 школ, 12 больниц, более трех десятков объектов промышленности и социальной инфраструктуры, в том числе такие уникальные объекты, как Кардиологический центр, Театр кукол, здание Госсовета Удмуртской Республики, Государственный музыкальный театр оперы и балета. Принимал участие в разработке и реализации проектов панельных 12-16-этажных домов со стенами из ячеистого бетона, разнообразной отделкой панелей в заводских условиях. Один из разработчиков конструктивных решений крыш из железобетонных элементов в панельных домах, технологии уплотнения стыков конструкций из пенополиуретана. Внёс вклад в разработку и реализацию программы повышения уровня механизации основных видов строительно-монтажных работ. Также разработал и реализовал технологии подачи бетона к месту укладки бетононасосами; оснащение и внедрение в производство станций по перемешиванию кладочного раствора, штукатурных и окрасочных станций.
Участвовал в стройках для сельского хозяйства Удмуртии, где были построены — комплекс крупного рогатого скота в совхозе «Камский», 4 свинарника, 2 телятника, комплекс жилых и производственных зданий птицефабрики «Вараксино».
С 1998 года трудился в ОАО «Удмуртнефтегазстрой-Город».
Награждён Орденами Трудового Красного Знамени, «Знак Почёта» и Дружбы народов. Указом Президента Удмуртской Республики от 25 октября 2005 года № 131 за большой вклад в социально-экономическое развитие Удмуртской Республики Николаю Никифоровичу Шишкину было присвоено звание «Почётный гражданин Удмуртской Республики».
В 1990 году Николай Шишкин был избран Народным депутатом РСФСР. Выйдя на заслуженный отдых до марта 2014 года был внештатным советником Президента Удмуртии по строительному комплексу.
Умер 20 июня 2014 года в Ижевске.

## Награды
- Орден Трудового Красного Знамени
- Орден «Знак Почёта»
- Орден Дружбы народов